# Sacsayhuamán

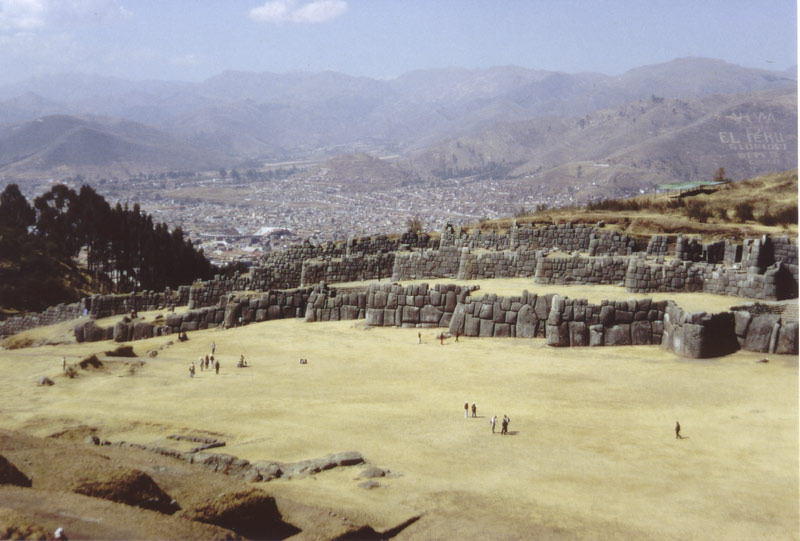
Quang cảnh từ xa của những bức tường đá Sacsayhuamán

Sacsayhuamán, Sacsayhuaman, Sacsahuaman, Saxahuaman, Saksaywaman, Saqsaywaman, Sasawaman, Saksawaman, Sacsahuayman, Sasaywaman hay Saksaq Waman là một thành trì cổ ở ngoại ô phía bắc của thành phố Cuzco, Peru, thủ đô lịch sử của đế quốc Inca. Những tàn tích của bức tường đá Sacsayhuaman đã có từ thời tiền Inca, phần đầu tiên của công trình đá đồ sộ này được xây nên bởi nền văn hóa Killke, họ đã đánh chiếm khu vực này năm 900. Khu liên hợp đã được mở rộng thêm và hoàn thành trong tay người Inca từ thế kỷ 13, họ đã xây những bức tường đá Sacsayhuaman bằng những viên đá khổng lồ. Các thợ xây tỉ mỉ cắt từng mảng tảng đá để phù hợp với kích thước thiết kế mà không có vữa để kết dính chặt lại. Địa danh này nằm ở độ cao 3.701 m (12.142 ft).
Năm 1983, cả Cuzco và Sacsayhuamán đều được bổ sung vào Danh sách Di sản Thế giới của UNESCO để được công nhận và bảo vệ.

## Mô tả
Nằm trên một ngọn đồi dốc nhìn toàn cảnh thành phố, khu phức hợp kiên cố này có nhãn giới bao quát thung lũng phía đông nam. Các nghiên cứu khảo cổ về các bộ sưu tập đồ gốm trên bề mặt đỉnh đồi tại Sacsayhuamán chỉ ra rằng nơi này có niên đại vào khoảng 900 CE.
Tương truyền, Tupac Inca "nhớ rằng cha mình Pachacuti gọi Cuzco là thành phố sư tử. Ông nói rằng cái đuôi là nơi hai con sông hợp nhất chảy qua, rằng phần thân là quảng trường lớn và những ngôi nhà quanh nó, và ông đang muốn một cái đầu." Ông quyết định "cái đầu tốt nhất sẽ là một pháo đài trên cao nguyên phía bắc thành phố."":105 Các nhà khảo cổ sau này phát hiện ra rằng Sacsayhuamán đã được xây dựng một phần bởi nền văn minh Killke trước đó. Bắt đầu từ khoảng thế kỷ 13, người Inca đã mở rộng công trình xây dựng hoành tráng này.
Sau trận Cajamarca, Francisco Pizarro đã gửi Martin Bueno và hai người Tây Ban Nha khác để vận chuyển vàng và bạc từ đền Coricancha đến Cajamarca, đại bản doanh của Tây Ban Nha.:228–230 Họ tìm thấy đền Mặt Trời "được bao phủ bằng những tấm vàng", thứ mà người Tây Ban Nha đã ra lệnh dỡ bỏ như khoản thanh toán cho tiền chuộc hoàng đế Atahualpa. Bảy trăm chiếc đĩa được lấy đi, và thêm vào hai trăm cargas vàng được vận chuyển về Cajamarca. Các xác ướp hoàng gia, mặc áo choàng và ngồi trên ghế chạm nổi bằng vàng, được để lại một mình trong phòng. Tuy nhiên, trong khi mạo phạm thánh vật của ngôi đền, ba thuộc hạ của Pizarro cũng làm ô uế Trinh nữ của Mặt Trời, những phụ nữ sống cô độc cả đời này được coi là linh thiêng và phục vụ tại ngôi đền.:192–193
Sau khi Francisco Pizarro cuối cùng chiếm được Cuzco, anh trai của ông ta Pedro Pizarro đã mô tả những gì họ tìm thấy,
trên đỉnh đồi của họ [người Inca] có một pháo đài rất kiên cố được bao quanh bởi những bức tường xây bằng đá và có hai tháp tròn rất cao. Và ở phần dưới của bức tường này có những tảng đá to và dày đến mức dường như không thể có bàn tay con người đặt chúng vào đúng vị trí... chúng rất gần nhau và được lắp khít đến mức vừa vặn. Toàn bộ pháo đài được xây dựng trên các bậc thang và không gian bằng phẳng. "Rất nhiều căn phòng" chứa đầy vũ khí, thương, mũi tên, phi tiêu, gậy, khiên buckler và tấm khiên chắn hình thuôn lớn... có rất nhiều  mũ sắt morions... cũng có... một số kiệu rước các lãnh chúa, theo từng loại.:45 Pedro Pizarro đã mô tả chi tiết các phòng lưu trữ nằm trong khu phức hợp chứa đầy các vũ khí quân sự.